# Giovanni Manzini (politico)
Giovanni Manzini (Medolla, 16 novembre 1939) è un politico italiano.

## Biografia
Manzini è nato a Medolla, comune in provincia di Modena, ma ha sempre vissuto a San Felice sul Panaro. Ha svolto la professione di insegnante e pubblicista. È stato eletto senatore, per la prima volta, nel 1987 con la Democrazia Cristiana ed è stato rieletto nella successiva legislatura.
Con la scomparsa della Democrazia Cristiana aderisce al Partito Popolare Italiano e infine alla Margherita di cui diviene responsabile scuola.
È stato sindaco di San Felice sul Panaro con una giunta di Centro Sinistra.

### Incarichi parlamentari
Nella X e XI legislatura ha fatto parte della 7ª Commissione parlamentare permanente (Istruzione pubblica, beni culturali) e, nella X, della Commissione parlamentare d'inchiesta sulla dignità e condizione sociale dell'anziano.

### Sottosegretario di Stato
È stato sottosegretario di Stato per la pubblica istruzione nel secondo governo di Giuliano Amato (dal 27 aprile 2000 al 10 giugno 2001).